# Ms. Jackson (песня Outkast)
«Ms. Jackson» — песня американского хип-хоп-дуэта Outkast, состоявшего из André 3000 и Big Boi . Песня была выпущена 24 октября 2000 года как второй сингл с четвёртого альбома Outkast Stankonia. 17 февраля 2001 года сингл возглавлял чарт Billboard Hot 100 США в течение одной недели, а также занимал первое место в Германии, Нидерландах, Норвегии и Швеции. Согласно журналу Rolling Stone, сингл получил 55-е место в списке «100 лучших песен 2000-х» в июне 2011 года и 145-е место в списке «500 лучших песен всех времен» в 2021 году. В октябре 2011 года британский журнал New Musical Express поместил трек на 81-е место в списке «150 лучших треков за последние 15 лет», в 2015 году этот еженедельник включил данную композицию в свой список «500 величайших песен всех времён», разместив её в нём на 230-й позиции..
Песня «Мисс Джексон» получила премию «Грэмми» за лучшее рэп-исполнение дуэтом или группой на 44-й ежегодной премии «Грэмми» . Музыкальное видео, снятое Ф. Гэри Греем, в котором животные кивают в такт песне, получило премию BET в номинации «Видео года» и премию MTV Video Music Award в номинации «Лучшее хип-хоп видео». Сингл помог продать альбом из-за недостаточной коммерческой эффективности заглавного сингла «B.O.B», который, несмотря на почти всеобщее признание критиков, не попал в чарт Hot 100 и достиг только 69-го места в Billboard Hot R & B / Hip-Hop Songs.

## Предыстория и написание песни
В журнале Vibe через несколько лет после выпуска песни Андре Бенджамин (André 3000) вспоминал о её создании: «Ms. Jackson» была песней для акустической гитары, я сочинял песню дома. Затем ко мне обратился известный продюсер P.Diddy, предложивший помощь. В его словах проскальзывал Майкл Джексон и упоминание слова "убить". Я просто преобразовал её в то, что люди способны больше понять". Песня была частично вдохновлена отношениями Бенджамина с Эрикой Баду и её матерью, однако официально считается, что песня содержит обращение к матери Майкла Джексона. В ноябре 2016 года Баду описала первоначальную реакцию на песню: «Песня задела меня за живое. Я не хотела её слушать, особенно куплет Big Boi. Когда я услышала куплет Андре, я почувствовала себя очень хорошо, потому что его куплет был очень, очень вдохновляющим. Андре просто высказал то, что чувствует, и это были искренние чувства, и я всегда уважала это, прислушивалась к нему и ценила его». Баду также отметила то, что песня понравилась её матери: «Она купила себе номерной знак „мисс Джексон“. У неё была такая кружка, у неё была чернильная ручка, у неё была повязка на голову».

## Содержание
Что касается текста песни, то в ней лирический герой обращается к Мисс Джексон — матери своей бывшей девушки. Он искренне извиняется за все трудности, которые причинил её дочери, и обещает поддерживать их общего ребёнка в любых обстоятельствах. В песне затрагиваются проблемы, связанные с конфликтами после расставания, а также с разделением ответственности за воспитание ребёнка. Семпл с перевернутыми звуковыми эффектами взят из песни «Strawberry Letter 23» группы The Brothers Johnson; первоначальным исполнителем песни является Шугги Отис[нужен лучший источник].

## Критика
В журнале Billboard отметили искренность, хип-хоп звучание из 1980-х и «безумный» текст Outkast, в котором выделяется сюжетная линия трека. Анализируя отношения детей и родителей, то же издание сравнило трек со «старомодной песней о любви в жанре хип-хоп» и назвало его «готовым треком для радио». Марси Кенон из Billboard сказала, что мотив «младенцы мамочки мамочки» запоминается, а трек становится «вирусным».
Песня «Ms. Jackson» считается одной из лучших песен Outkast. В 2020 году в журнале The Ringer песня была поставлена на пятое место в списке 50 лучших песен Outkast, а в 2021 году в журнале The Guardian песня получила шестое место в списке 20 лучших песен.

## Видеоклип
Видеоклип на песню, снятый Ф. Гэри Греем и спродюсированный Earthtone III, стал своеобразной метафорой «бурных» отношений дуэта с их семьями[нужен лучший источник]. В 2000 году в Соединенных Штатах видеоклипы на песни " B.O.B " и «Ms. Jackson» появились на DVD раньше других физических носителей. Наряду с «Just Be a Man About It» Тони Брэкстон сингл «Ms. Jackson» был первым на DVD в Billboard Hot 100 до тех пор, пока не были выпущены другие форматы. Поскольку «Ms. Jackson» была единственной песней Outkast, которая в то время присутствовала в Hot 100, к ней были добавлены точки продаж вместо «B.O.B».

## Трек-листы
| US maxi-CD and 12-inch single, Australian CD single 1. «Ms. Jackson» (radio mix) — 4:03 2. «Ms. Jackson» (instrumental) — 4:34 3. «Sole Sunday» feat. Goodie Mob (radio mix) — 4:41 4. «Sole Sunday» feat. Goodie Mob (instrumental) — 4:41 US DVD single 1. «B.O.B» (video) 2. «Ms. Jackson» (video) 3. «What Is Stankonia? An Exclusive Interview with Big Boi & Dre» European CD single 1. «Ms. Jackson» (radio mix) — 4:03 2. «Ms. Jackson» (instrumental) — 4:34 | UK CD single 1. «Ms. Jackson» (radio edit) — 3:36 2. «Elevators (Me & You)» — 4:56 3. «Ms. Jackson» (video) — 4:58 UK 12-inch and cassette single 1. «Ms. Jackson» (album version) — 4:30 2. «Elevators (Me & You)» — 4:56 |

## Список музыкантов
Список взят из вкладыша на компакт-диске, выпущенном в Великобритании.
Студия
- Записано и сведено на студии Stankonia Recording (Атланта, Джорджия).

Персонал

## Чарты
| Chart (2000—2001)                     | Peak position |
| ------------------------------------- | ------------- |
| Австралия (ARIA)                      | 2             |
| Австралия (ARIA Urban)                | 2             |
| Австрия (Ö3 Austria Top 40)           | 3             |
| Бельгия/Фландрия (Ultratop 50)        | 2             |
| Бельгия/Валлония (Ultratop 50)        | 5             |
| Canada (Nielsen SoundScan)            | 9             |
| Дания (Tracklisten)                   | 3             |
| Europe (Eurochart Hot 100)            | 1             |
| Финляндия (Suomen virallinen lista)   | 8             |
| Франция (SNEP)                        | 5             |
| Германия (GfK)                        | 1             |
| Ирландия (IRMA)                       | 5             |
| Италия (FIMI)                         | 9             |
| Нидерланды (Dutch Top 40)             | 1             |
| Нидерланды (Single Top 100)           | 1             |
| Новая Зеландия (Recorded Music NZ)    | 5             |
| Норвегия (VG-lista)                   | 1             |
| Poland (Music & Media)                | 3             |
| Romania (Romanian Top 100)            | 6             |
| Шотландия (OCC Scotland)              | 4             |
| Швеция (Sverigetopplistan)            | 1             |
| Швейцария (Schweizer Hitparade)       | 2             |
| Великобритания (OCC UK Singles)       | 2             |
| Великобритания (OCC UK Dance)         | 3             |
| Великобритания (OCC UK Hip Hop/R&B)   | 1             |
| США (Billboard Hot 100)               | 1             |
| США (Billboard Hot R&B/Hip-Hop Songs) | 1             |
| США (Billboard Hot Rap Songs)         | 1             |
| США (Billboard Pop Airplay)           | 13            |
| США (Billboard Rhythmic)              | 1             |

| Chart (2001)                         | Position |
| ------------------------------------ | -------- |
| Australia (ARIA)                     | 17       |
| Australian Urban (ARIA)              | 7        |
| Austria (Ö3 Austria Top 40)          | 21       |
| Belgium (Ultratop 50 Flanders)       | 21       |
| Belgium (Ultratop 50 Wallonia)       | 28       |
| Europe (Eurochart Hot 100)           | 11       |
| France (SNEP)                        | 45       |
| Germany (Official German Charts)     | 12       |
| Ireland (IRMA)                       | 52       |
| Netherlands (Dutch Top 40)           | 34       |
| Netherlands (Single Top 100)         | 50       |
| Romania (Romanian Top 100)           | 79       |
| Sweden (Sverigetopplistan)           | 15       |
| Switzerland (Schweizer Hitparade)    | 24       |
| UK Singles (OCC)                     | 43       |
| US Billboard Hot 100                 | 25       |
| US Hot R&B/Hip-Hop Songs (Billboard) | 18       |

## Сертификации
| Регион | Сертификация  | Продажи   |
| --- | ------------- | --------- |
| Австралия (ARIA) | 5× Платиновый | 350 000   |
| Бельгия (BEA) | Золотой       | 25 000*   |
| Великобритания (BPI) | 2× Платиновый | 1 200 000 |
| Германия (BVMI) | Золотой       | 250 000^  |
| Дания (IFPI Danmark) | Платиновый    | 90 000    |
| Италия (FIMI) | Золотой       | 35 000    |
| Новая Зеландия (RMNZ) | Золотой       | 5000*     |
| Норвегия (IFPI Norway) | Платиновый    |           |
| США (RIAA) | 3× Платиновый | 3 000 000 |
| Франция (SNEP) | Золотой       | 250 000*  |
| Швейцария (IFPI Switzerland) | Золотой       | 20 000^   |
| Швеция (GLF) | Платиновый    | 30 000^   |
| * Данные о продажах приведены только на основе сертификации. · ^ Данные о тиражах приведены только на основе сертификации. · Данные о продажах + прослушиваниях приведены только на основе сертификации. |               |           |